# جان فرانسوا روجر
جان فرانسوا روجر (بالفرنسية: Jean-François Roger)‏ هو كاتب مسرحي وصحفي وشاعر وسياسي فرنسي، ولد في 17 أبريل 1776 في فرنسا، وتوفي في 1 مارس 1842 في باريس في فرنسا. انتخب نائب فرنسي.